# هرمانية بورشالية
هرمانية بورشالية (الاسم العلمي:Hermannia burchellii) هي نوع من النباتات تتبع جنس الهرمانية من الفصيلة الخلنجية.